# 柴井伶太
柴井 伶太（しばい れいた、1998年4月15日 - ）は、日本の俳優（元子役）、声優。劇団ひまわり所属。

## 出演
太字はメインキャラクター。

### テレビドラマ
- 御宿かわせみ
- 功名が辻（治兵衛）
- コスメの魔法
- 世界の中心で、愛をさけぶ（幼少時代の松本朔太郎）
- はぐれ刑事純情派
- LIAR GAME（幼少時代の秋山）

### 映画
- 許されざる者（幼少時の水谷）

### テレビアニメ
2007年
- リトル・アインシュタイン（レオ（二代目、55話から））

2010年
- RAINBOW-二舎六房の七人-（ジョー（幼少））

### OVA
- DARKER THAN BLACK -黒の契約者-外伝（光）
- 茄子 スーツケースの渡り鳥（豊城充一）

### 劇場アニメ
- バンビ2 森のプリンス（バンビ）
- きつねと猟犬2 トッドとコッパーの大冒険（トッド）
- ライアンを探せ!

### ゲーム
- キングダム ハーツ バース バイ スリープ（フォクシー）

### 吹き替え
- RV（ビリー・ゴーニキー）
- ウォーク・ハード ロックへの階段（ネイト・コックス）
- エアベンダー
- きみがくれた未来（サム・セント・クラウド）
- 縞模様のパジャマの少年（シュムエル）
- スパイダーマン3
- スノー・バディーズ 小さな5匹の大冒険
- スペース・バディーズ 小さな5匹の大冒険
- ゾディアック
- その名にちなんで
- Disney's クリスマス・キャロル（スクルージ（少年時代））
- ピクセル（ブレナー少年）

### CM
- 東京都トラック協会
- ローソン「吟上肉まん」